# 앨프리도 모랄레스
앨프리도 모랄레스(영어: Alfredo Morales, 1990년 5월 12일 베를린 ~ )는 독일 태생 미국의 페루계 축구 선수로 현재 메이저 리그 사커의 산호세 어스퀘이크스에서 수비수 겸 미드필더로 뛰고 있으며 독일과 미국 국적을 보유하고 있다.

## 선수 경력

### 클럽
헤르타 BSC 2군에서는 82경기 11골을 기록했고 1군에서는 공식전 23경기 1골을 기록한 뒤 2013-14 시즌 개막을 앞두고 독일 2부 리그의 잉골슈타트 04로 전격 이적을 확정했다.
그 후 2017-18 시즌까지 공식전 149경기 10골을 기록하면서 2014-15 2부 리그 우승 및 차기 시즌 1부 리그 승격에 기여했음에도 승격 이후에는 이렇다할 성과를 거두지 못한 채 결국 2016-17 시즌 리그 17위에 그치며 다시 2부 리그로 강등되는 아픔을 겪었다.
그리고 2017-18 시즌을 마치고 포르투나 뒤셀도르프로 공식전 70경기 3골의 괜찮은 성적을 남겼지만 팀은 2019-20 DFB-포칼 8강을 제외하고는 이렇다할 성과가 없었고 결국 2019-20 시즌 리그 17위에 머무르며 2부 리그로 강등되고 말았다.
2020-21 시즌을 끝으로 13년간의 독일 생활을 접고 2021년 4월 7일 메이저 리그 사커의 뉴욕 시티와 3년 계약을 체결하며 프로 데뷔 이후 처음으로 아버지의 조국인 미국 무대에 진출하자마자 2021년 MLS컵에서 팀 창단 첫 리그 우승의 기쁨을 맛보았다.

### 국가대표팀
2011년 11월 미국 A대표팀에 첫 소집된 이후 그로부터 1년 3개월 후인 2013년 1월 29일 캐나다와의 친선전에서 국제 A매치 데뷔전을 치렀다.
그 후 홈에서 열린 2015년 CONCACAF 골드컵 출전 엔트리에 이름을 올린 후 대회에 참가했고 팀은 8강에서 쿠바를 6-0으로 대파하며 가볍게 4강에 올랐지만 4강에서 다크호스 자메이카에 1-2 충격패를 당하며 6연속 대회 결승 진출에 실패했으며 3·4위전에서도 파나마와 승부차기까지 가는 접전 끝에 2-3으로 패하며 대회 4위에 머물렀다.

## 수상

### 클럽
잉골슈타트 04
- 2. 분데스리가 : 우승 (2014-15)

뉴욕 시티
- MLS컵 : 우승 (2021)

### 국가대표팀
미국
- CONCACAF 골드컵 : 4위 (2015)